# Tōbetsu, Hokkaidō
Tōbetsu (当別町 Tōbetsu-chō) là thị trấn thuộc huyện Ishikari, phó tỉnh Ishikari, Hokkaidō, Nhật Bản. Tính đến ngày 1 tháng 10 năm 2020, dân số ước tính thị trấn là 15.916 người và mật độ dân số là 38 người/km2. Tổng diện tích thị trấn là 422,9 km2.

## Giao thông

### Đường sắt
- Tuyến Sasshō: Ishikari-Futomi - Ishikari-Tōbetsu - Hokkaidō-Iryōdaigaku